# تاتيانا كورديرو
تاتيانا كورديرو (23 فبراير 1961 - 13 أبريل 2021) كانت ناشطة نسوية إكوادورية، وتعتبر واحدة من رواد المطالبة بالحقوق من أجل حقوق المرأة والسكان المثليين في البلاد. حتى وفاتها كانت مديرة صندوق العمل العاجل لأمريكا اللاتينية ومنطقة البحر الكاريبي، التي كانت قد أسستها بنفسها.
توفيت كورديرو في 13 أبريل 2021 عن عمر يناهز 60 عامًا.